# Hemiorchis burmanica
Hemiorchis burmanica là một loài thực vật có hoa trong họ Gừng. Loài này được Kurz mô tả khoa học đầu tiên năm 1873.